# Петченко, Владимир Кириллович
Владимир Кириллович Петченко (28 декабря 1943 — 10 июня 1980) — советский актёр.

## Биография
Владимир Петченко родился 28 декабря 1943 года в городе Куйбышеве. Окончил Государственный институт театрального искусства. Был артистом Рязанского государственного областного театра драмы (1965—1967) и Московского драматического театра имени М. Н. Ермоловой (1968—1980).
Первой работой актёра в кино стала роль лейтенанта Алексея в фильме режиссёров Игоря Ветрова, Николая Литуса и Леонида Ризина о лётчиках-истребителях «Дни лётные».
Трагически погиб 10 июня 1980 года во время гастролей театра в городе Благовещенске. Похоронен на Николо-Архангельском кладбище.

## Семья
- Жена — Алла Амонова (1937—1994), актриса.
  - Сын — Анатолий Петченко, актёр театра и кино.

## Творчество

### Роли в театре

#### Московский драматический театр имени М. Н. Ермоловой
- «Лейтенант Шмидт» Давида Самойлова и Виктора Комиссаржевского — Матрос
- «Горное гнездо» Д. Н. Мамина-Сибиряка — Сарматов
- «Конец — делу венец» У. Шекспира — Лафе
- «В порядке исключения» Ю. Виноградова — Рожков
- «Ван Гог» — почтальон
- «Иудушка Головлёв» по роману М. Е. Салтыкова-Щедрина — Иудушка Головлёв
- «Звёзды для лейтенанта» Эдуарда Володарского — Михаил

### Фильмография
- 1965 — Дни лётные — Алексей
- 1965 — Двадцать лет спустя — Коля
- 1969 — Всегда на марше
- 1970 — Я — 11-17
- 1970 — Море в огне — капитан лидера "Ташкент" В. Н. Ерошенко
- 1971 — Клоун — Генка
- 1972 — Теория невероятности — лейтенант
- 1973 — Месяц в деревне — Матвей
- 1979 — Месяц длинных дней
- 1979 — Следствие ведут ЗнаТоКи. Подпасок с огурцом